# Rome Independent Film Festival
Il Rome Independent Film Festival (abbreviato in RIFF) è un festival di cinema indipendente che si tiene a Roma a partire dal 2000.

## Storia
Si svolge presso il Nuovo cinema Aquila, la Casa del Cinema a Villa Borghese e il Kino. Ha lo scopo di promuovere il circuito cinematografico indipendente, prestando particolare attenzione alle opere prime italiane. Oltre a promuovere anche all'estero il cinema italiano di qualità, organizza periodicamente eventi e incontri con giovani registi e sceneggiatori. È realizzato con il sostegno del Ministero per i Beni e le Attività Culturali (DGC), Assessorato alla Cultura, Arte e Sport della Regione Lazio e Roma Capitale – Assessorato alle Politiche Culturali e Centro Storico.
Per l'edizione 2012 sono stati selezionati 120 film proveniente da 40 paesi, di cui diverse produzioni italiane, come Aspromonte e Ristabbanna.

## Albo d'oro

### Miglior lungometraggio internazionale
- Self medicated, regia di Monty Lapica (2006)
- Punk Love, regia di Nick Lyon (2007)
- Klass, regia di Imar Raag (2007)
- Hunger, regia di Steve McQueen (2009)
- Fish Tank, regia di Andrea Arnold (2011)
- Dziewczyna Z Szafy, regia di Bodo Kox (2013)
- Fair Play, regia di Andrea Sedlácková (2014)
- Kebab i Horoskop, regia di Grzegorz Jaroszuk (2014)
- Nunca vas a estar solo, regia di Alex Anwandter (2016)
- El color de un invierno, regia di Cecilia Valenzuela Gioia (2016)
- Wij, regia di Rene Eller (2018)
- Alice, regia di Krystin Ver Linden (2022)